# Anchovia
Anchovia là một chi cá trong họ Engraulidae.

## Các loài
Hiện tại người ta công nhận 3 loài thuộc chi này.
- Anchovia clupeoides (Swainson, 1839) - Cá cơm Zabaleta. Phân bố: Trong khu vực Tây Đại Tây Dương, trong Antilles, từ Cuba và có lẽ khắp trong khu vực này; Guatemala về phía nam và đông tới Venezuela và Trinidad, về phía nam tới ngay phía bắc Rio de Janeiro, Brasil. Sinh sống trong môi trường nước mặn và nước lợ.
- Anchovia macrolepidota (Kner, 1863) - Cá cơm vảy to. Phân bố: Đông Thái Bình Dương - Vịnh Magdalena, Baja California và từ vịnh San Felipe, vịnh California về phía nam tới vịnh Guayaquil, miền bắc Peru. Sinh sống trong môi trường nước mặn và nước lợ.
- Anchovia surinamensis (Bleeker, 1865) - Cá cơm Surinam. Phân bố: Trung và Nam Mỹ, phần hạ lưu các sông từ Trinidad và miền đông Venezuela về phía nam tới Para, Brasil. Sinh sống trong môi trường nước ngọt và nước lợ.